# Per-Gunnar Jering
Per-Gunnar Jering, född 9 maj 1917 i Stockholm, död 25 september 2003 i Jakobsberg, var en svensk diplomat och militärflygare. Han var son till John Johanson och dotterson till Philip Wester.
Efter avslutad skolgång sökte han sig till Flygvapnet, där han flygutbildades vid F 5 Ljungbyhed och placerades i flygvapnets reserv efter att han fullgjort sin tjänstgöring.
Efter militärutbildningen fortsatte han sin civila utbildning med juridikstudier. När finska vinterkriget bröt ut anmälde han sig tillsammans med Bengt Heijl som frivilligsoldat. Efter att de uppsökt finska ambassaden i Stockholm fick de tågbiljetter till Torneå. Från Torneå tog de sig med tåg vidare till Parola där de placerades vid T-LeR 2, den 28 februari 1940. Efter att de fått visa sina flygkunskaper fick de kommendering till kapten Bo von Villebrands division som var lokaliserad på sjön Vanajavesi. Där fick de stridsflygutbildning i en Jaktfalk II och övade samverkan med marktrupper. Innan Jering var klar med sin stridsutbildning kom vapenstilleståndet 13 mars och behovet av stridspiloter upphörde, men Jering fortsatte som pilot inom finska flygvapnet fram till i juni 1940 innan han återvände till Sverige.  
Under andra världskriget kallades flygvapnets reservpiloter in i olika omgångar, han tjänstgjorde bland annat vid flygledningen för det nyuppsatta F 6 Karlsborg. Som reservpilot inom försvaret tjänstgjorde han fram till 1959 med placering vid utbildningsenheten vid F 11 Nyköping. 
Efter kriget fick han anställning vid Utrikesdepartementet med ansvaret för den svenska handelskammaren i Bryssel. Under sin tid i Belgien var han en av initiativtagarna till bildandet av den Nordiska skolan (École Astrid). Jering är begravd på Norra begravningsplatsen utanför Stockholm.